# 臺北市政府地政局
臺北市政府地政局（簡稱地政局），1971年成立，是臺北市政府所屬的一級機關。

## 歷史
本局在2011年12月20日更名前的名稱為「臺北市政府地政處」，其前身是在臺北市政府還未改制前（省轄市時期）為隸屬市政府之地政科，分設地籍、地價、地權、地用4股，編制員額21人，下轄臺北市地政事務所。
1967年7月1日臺北市升格為院轄市後，地政科擴編為民政局地政處，分設5科3室。
1969年4月1日下轄之臺北市地政事務所擴編為3個（松山、古亭、建成）地政事務所，並增設測量隊。為策進全面實施平均地權及貫徹耕者有其田政策，1971年5月5日奉行政院1970年8月29日第19620號令核准升格為臺北市政府地政處，分設5科4室，仍下轄建成、松山、古亭等3個地政事務所及測量隊。
1974年1月1日陽明山管理局改制，其地政事務所劃歸地政處，並變更組織為士林地政事務所。
1975年6月16日下轄測量隊擴編為測量大隊。
1977年2月原臺北市土地重劃委員會裁撤，同時成立臺北市土地重劃大隊，隸屬地政處。
1981年7月1日為應臺北市經濟快速成長之需要，增設中山地政事務所。由於資訊業務推展所需，1988年11月將地政處技術室裁撤，改設資訊室。
1989年7月1日，因經濟繁榮，業務迅速成長，增設大安地政事務所。
2005年9月6日將「土地重劃大隊」及「測量大隊」合併成立「臺北市政府地政處土地開發總隊」，掌理區段徵收、市地重劃及測量業務。
2009年7月29日，《臺北市政府地政處組織規程》修正，原第一科、第二科、第三科、第四科及第五科分別依業務功能及性質修正名稱為「地籍及測量科」、「地價科」、「地權及不動產交易科」、「地用科」及「土地開發科」。
2011年12月20日，配合《臺北市政府組織自治條例》修正，臺北市政府地政處正式更名為「臺北市政府地政局」。

## 組織架構

### 局本部
- 局長
- 副局長
- 主任秘書

### 內部單位
- 測繪科：統籌協調本市測繪業務、土地與建物測量相關業務等法令研修、督導考核土地開發總隊控制測量、建置測繪資訊平台等、各地政事務所土地、建物測量業務與法令疑義請示、再鑑界案件業務及地籍測量專業資格證明書核發等事項。
- 土地登記科：土地、建物登記、地籍相關業務與法令研修、督導與處理各地政事務所登記、地籍業務事項或法令疑義請示、地政士管理及地政志工等事項。
- 地價科：實施平均地權有關規定地價、編製公告土地現值表、地價與標準地價評議、土地徵收補償市價查估、執行實價登錄作業、編製都市地區地價指數、地價基準地選定與查估、低報地價土地處理、私有空地限期建築使用及不動產估價師管理等事項。
- 地權及不動產交易科：耕地三七五租約登管、外國人及大陸地區人士取得移轉不動產、劃定不得私有之土地、私有土地最高額之限定、超額限建地照價收買、房屋租金之強制減定、不動產經紀業管理及不動產交易之定型化契約、廣告查核、消費爭議業務等事項。
- 地用科：土地徵收、公地撥用業務、徵收撥用取得公共設施用地開發使用管制作業、本局經管土地利用及公地資料統計等事項。
- 土地開發科：土地開發政策研擬與法令研修、本市實施平均地權與土地重劃抵費地出售盈餘款基金管理業務及督導土地開發總隊開發業務等事項。
- 資訊室：地政業務資訊化、資訊機房與設備軟硬體之規劃、管理及協調聯繫等事項。
- 秘書室：文書、檔案、出納、總務、財產之管理與法制、研考業務及不屬於其他各單位事項。
- 會計室：依法辦理歲計、會計及統計事項。
- 人事室：依法辦理人事管理事項。
- 政風室：依法辦理政風事項。

### 所屬機關
- 土地開發總隊
- 古亭地政事務所
- 建成地政事務所
- 中山地政事務所
- 松山地政事務所
- 士林地政事務所
- 大安地政事務所

## 歷任局長
| 任次 | 姓名   | 就任時間                       | 備註 |
| ---- | ------ | ------------------------------ | ---- |
| 未知 | 李得全 | 2014年12月25日－2018年12月25日 |      |
| 未知 | 張治祥 | 2018年12月25日－2022年12月25日 |      |
| 未知 | 陳信良 | 2022年12月25日－2025年4月8日   |      |
| 未知 | 王瑞雲 | 2025年4月8日－現任             |      |

## 外部連結
- 臺北市政府地政局 （页面存档备份，存于）（繁體中文）（英文）
- 臺北地政的Facebook專頁